# Tectaria rockii
Tectaria rockii är en ormbunkeart som beskrevs av Carl Frederik Albert Christensen. Tectaria rockii ingår i släktet Tectaria och familjen Tectariaceae. Inga underarter finns listade.